# Nicolau dos Santos
Nicolau dos Santos (6 de novembro de 1963) é um político e engenheiro agrônomo da Guiné Bissau. Atualmente exerce o cargo do ministro da defesa nacional. 

## Biografia
Mestrado em Agronomia, pelo Instituto de Agronomia de Kuban/Rússia (Ex-URSS), no ano 1986/1992. Dirigente do Partido da Renovação Social. Eleito deputado da Nação em 1999/2000. Voltou a ser eleito deputado na IX legislatura, em 2014. Foi Embaixador Extraordinário e Plenipotenciário da República da Guiné-Bissau, acreditado na República Popular de China, Correia do Sul e Japão, em 2000/2007.[carece de fontes?] Assessor do ministro da Agricultura e Desenvolvimento Rural, para assuntos de Cooperação Internacional, em 2007/2008. Foi ministro de Agricultura, Transportes e telecomunicações, em 2013/2014. Nomeado para o cargo do Ministro da Agricultura, Floresta e Pecuária no governo de Umaro Sissoco Embaló. Foi ministro da Agricultura e Desenvolvimento Rural em 2018 , no governo de Aristides Gomes. Foi eleito deputado na X Legislatura pelos sectores de Fulacunda e Tite, região de Quinara. Em agosto de 2023 foi nomeado ministro da Defesa Nacional. 